# Distrito de Tsuen Wan
El distrito Tsuen Wan (en chino: 荃湾区, pinyin: Quánwān qū, en inglés: Tsuen Wan District) es uno de los 18 distritos de la ciudad de Hong Kong, República Popular China. Está ubicado casi en la parte central de la isla de Hong Kong. Su área es de 60.8 kilómetros cuadrados y su población es de 290.000 (73.5% de 15 a 64 años). Aquí se encuentra el parque Hong Kong Disneyland, lo que impulsó a esta zona de la ciudad.
Desde la Dinastía Song, este distrito fue construido el 1 de abril de 1981.

## Galería

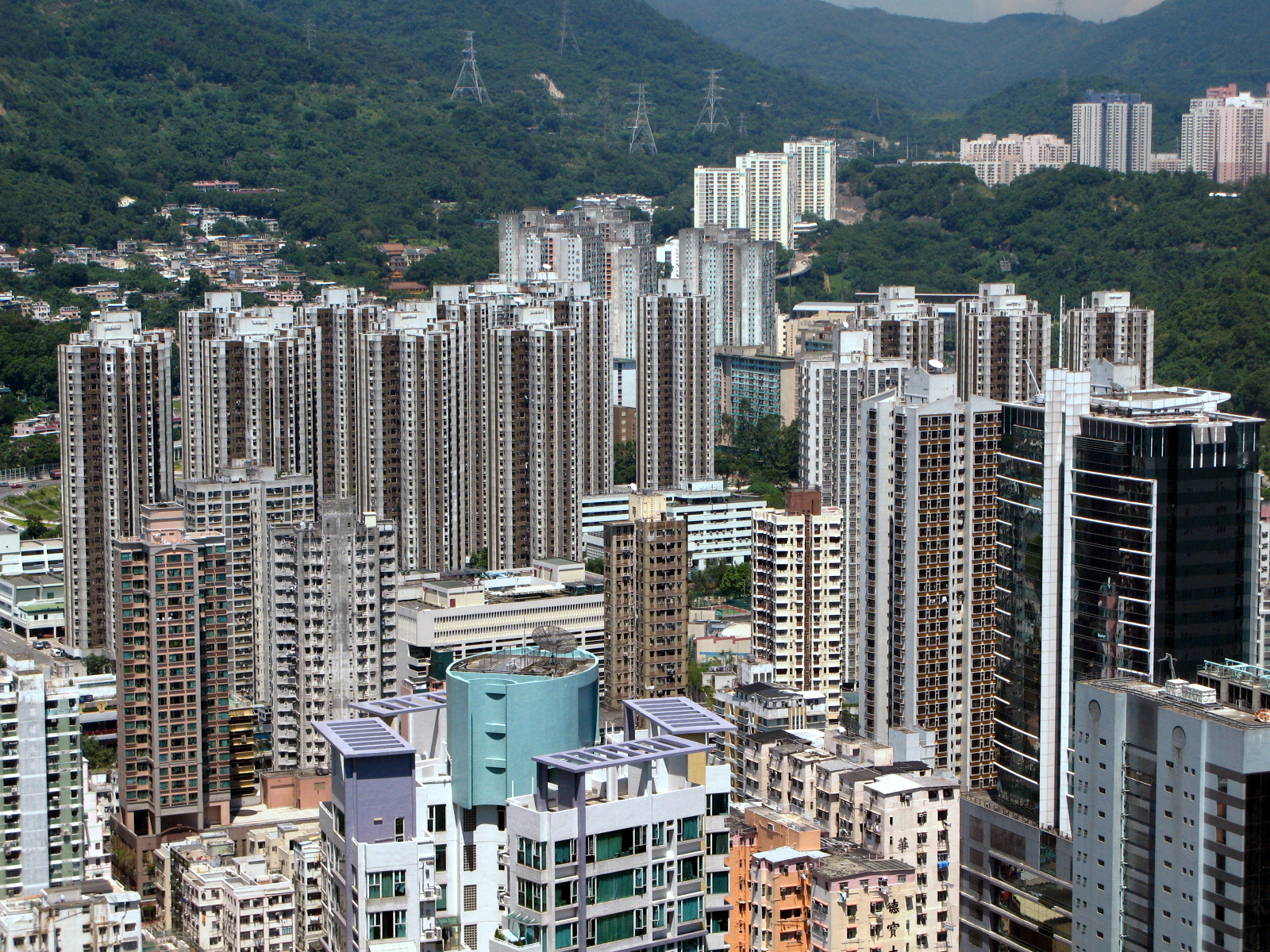
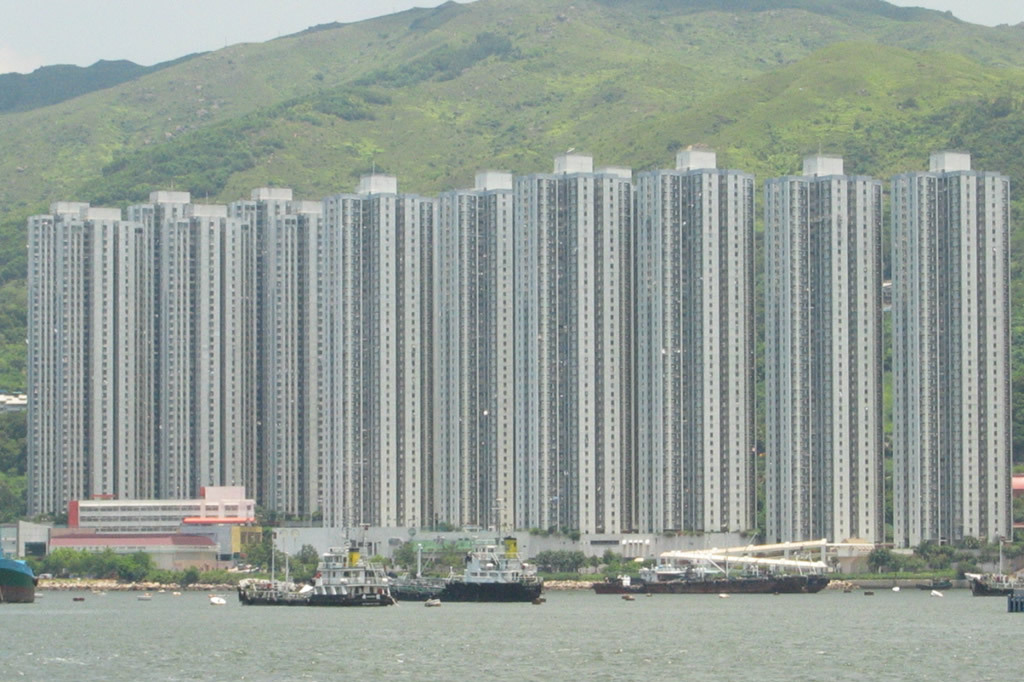
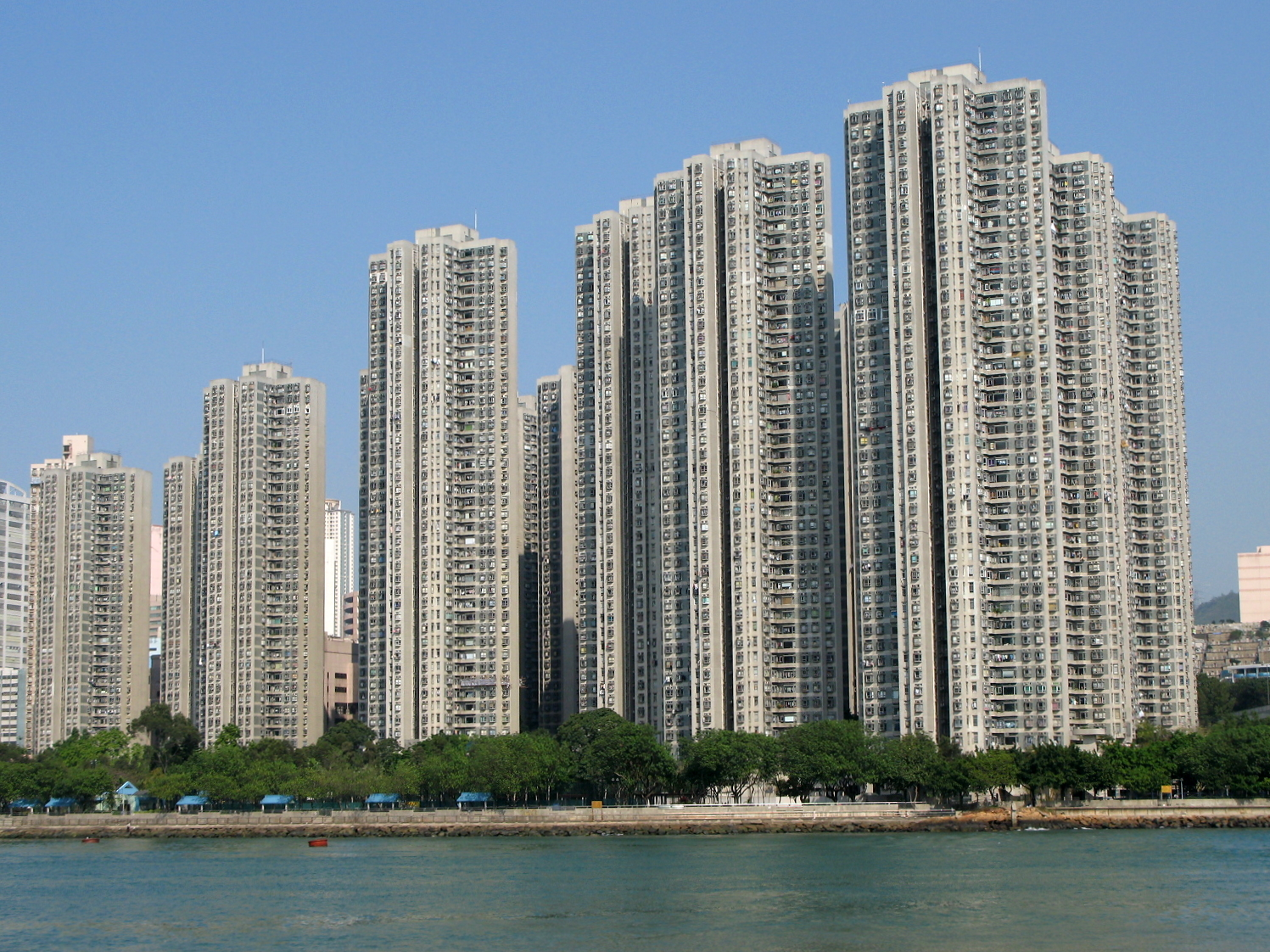
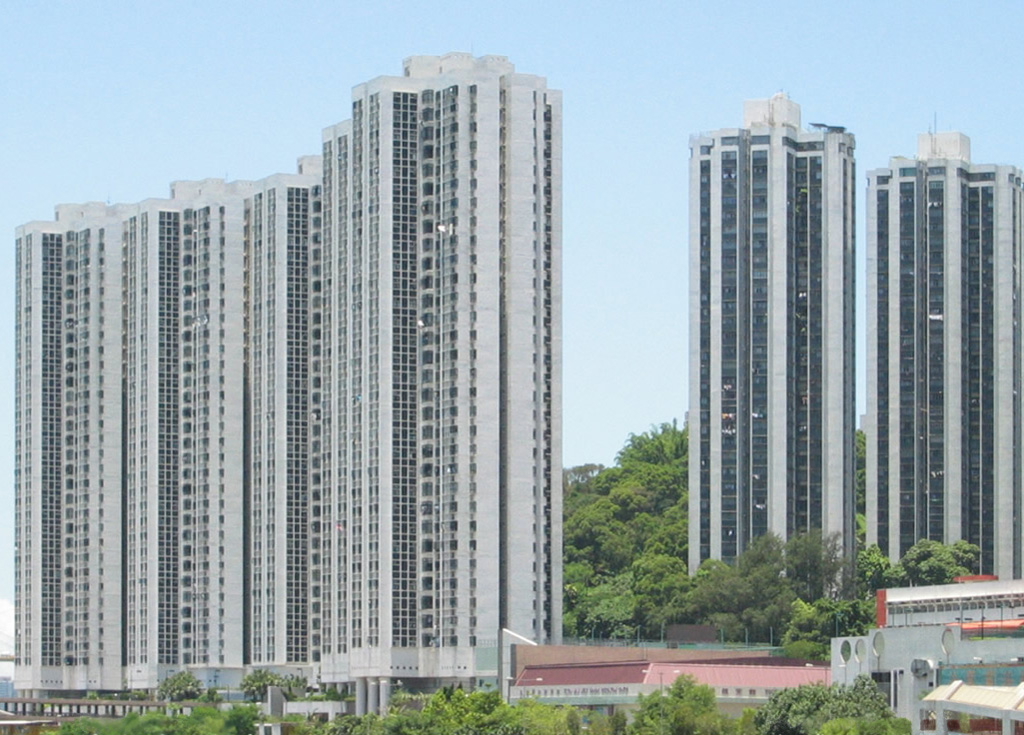
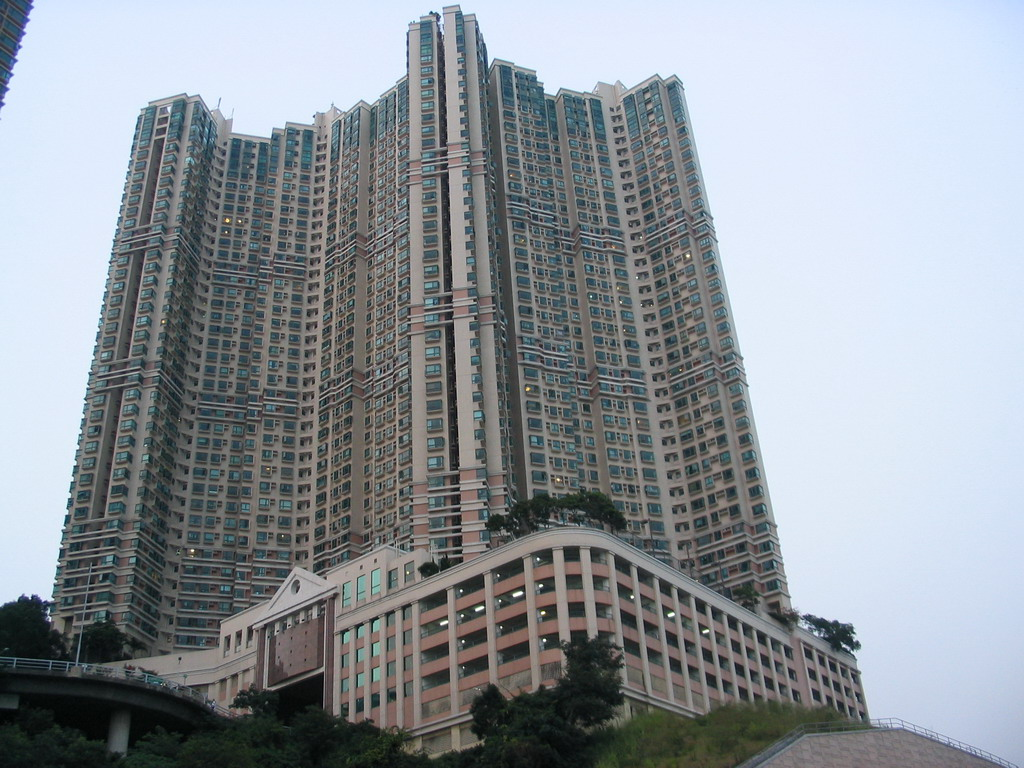
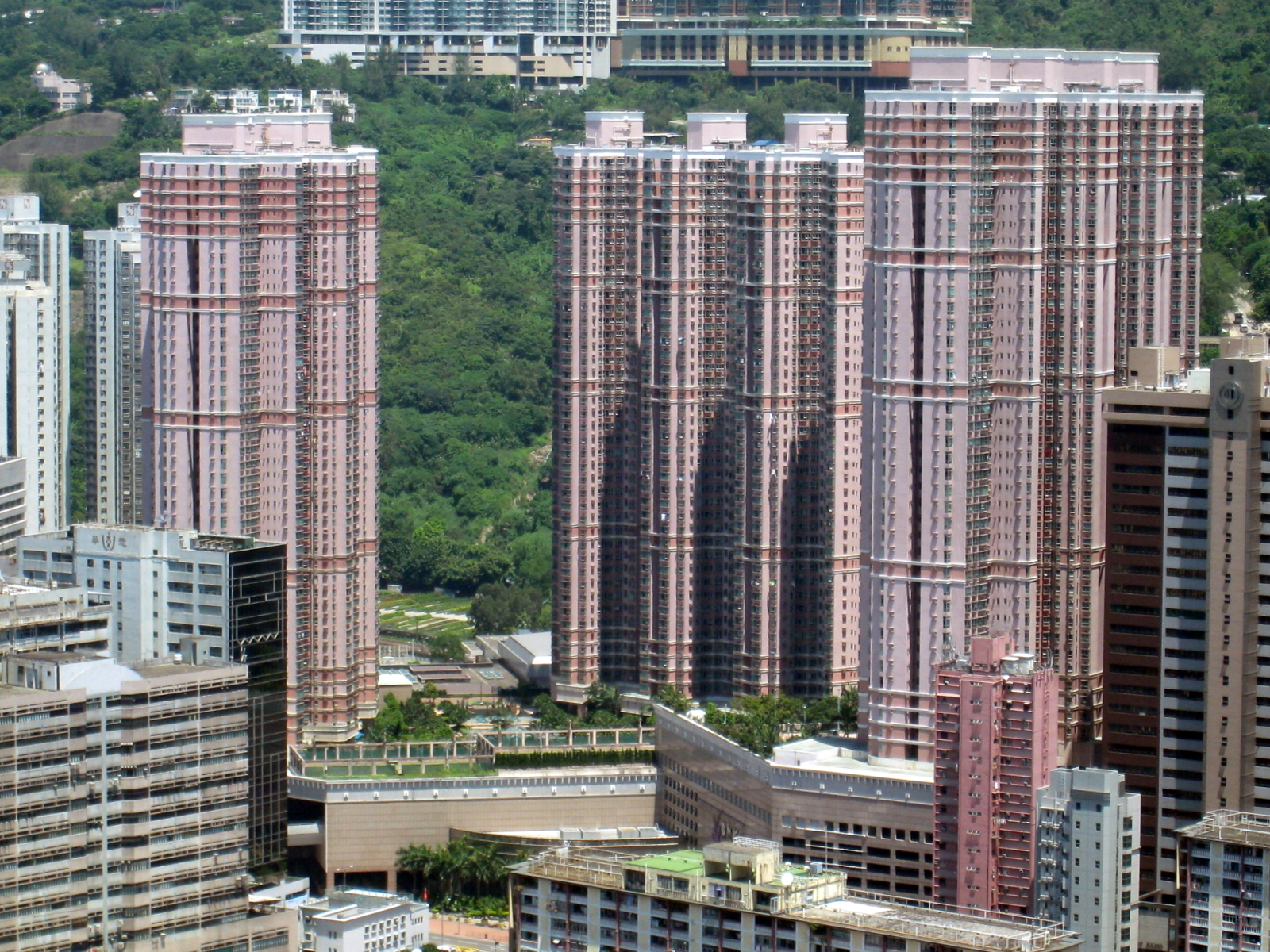
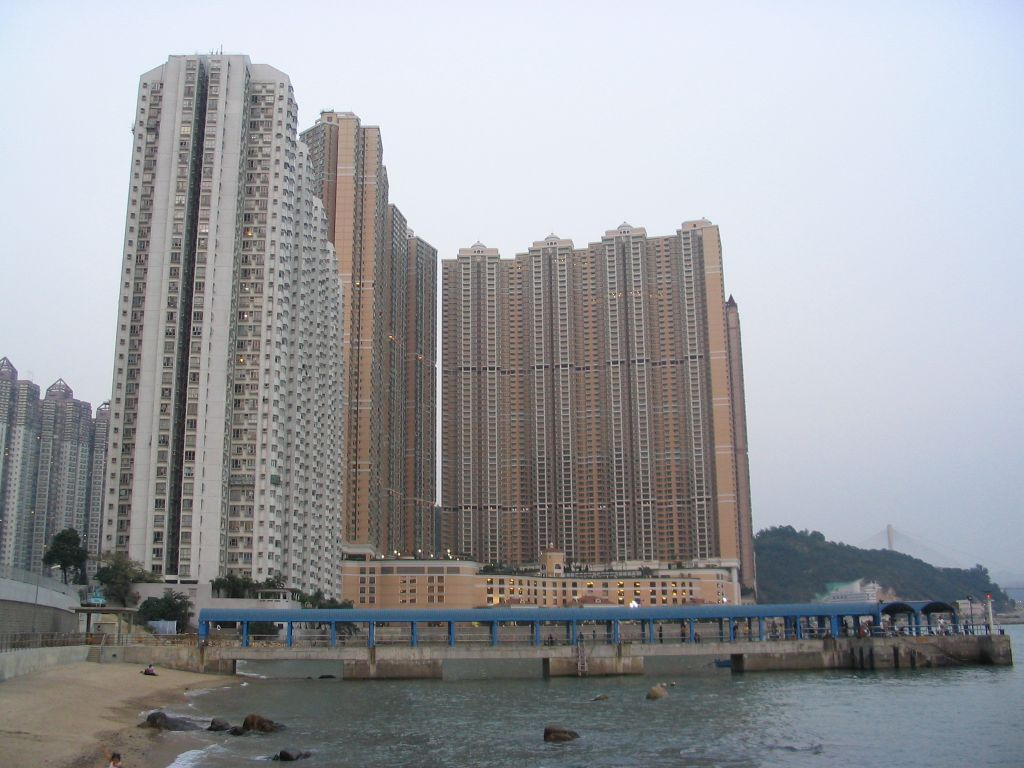
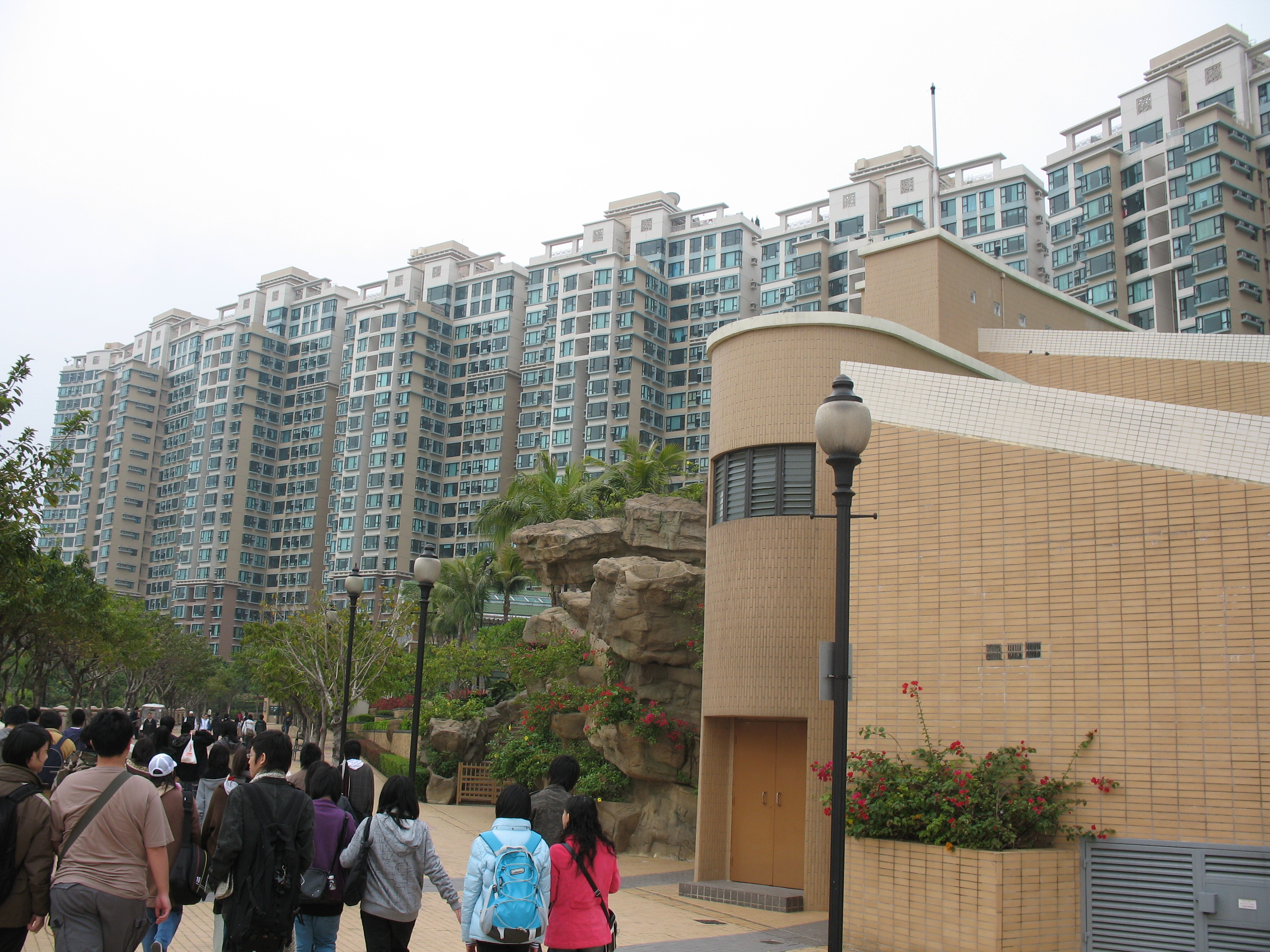
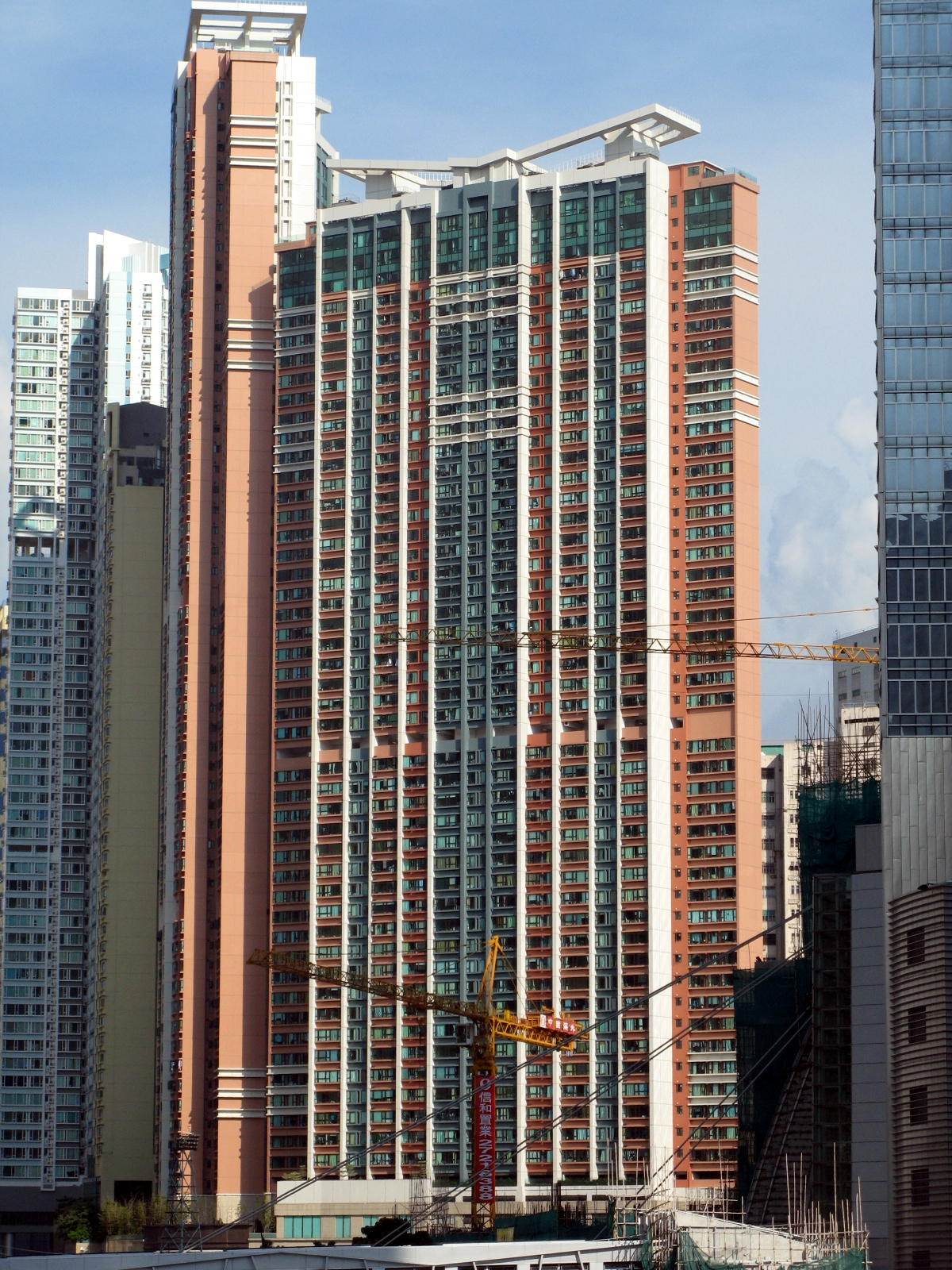
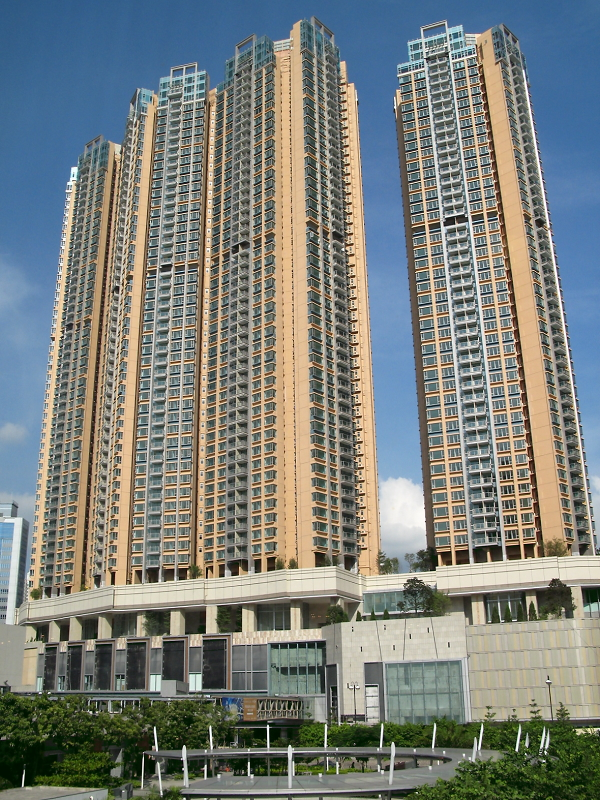
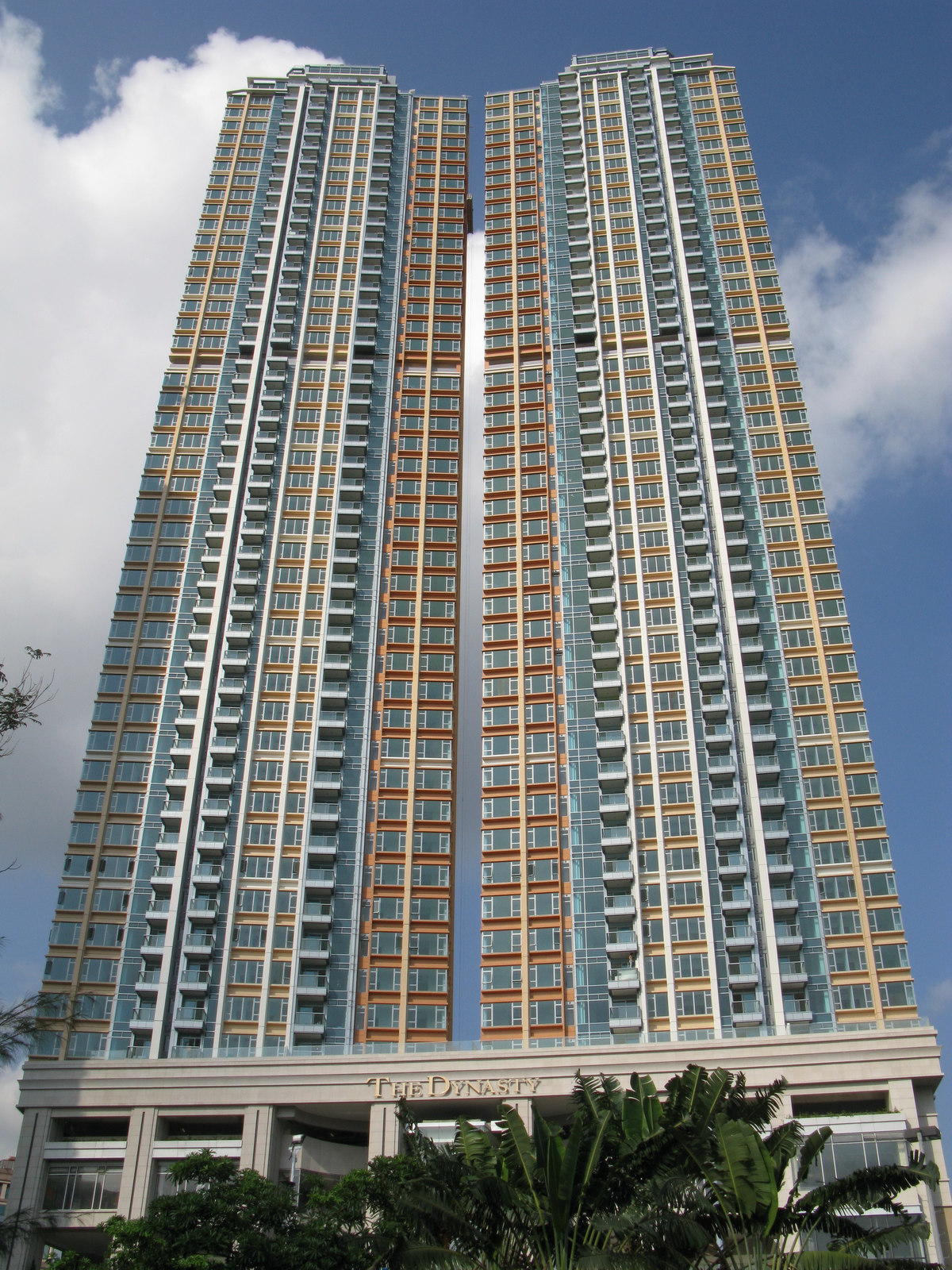
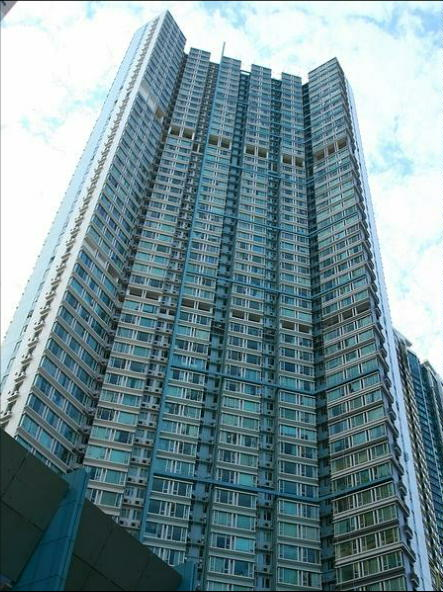